# Musée municipal Josep-Aragay
 (avril 2022).
Causes possibles :
- Rédaction non-neutre car ne respectant pas la synthèse équilibrée attendue.
- Plan structurant la page comme une brochure promotionnelle ou une plaquette institutionnelle.
- Nombreuses informations sans réelle pertinence encyclopédique et pourtant montées en épingle. Ceci peut notamment se faire en recourant à des sources primaires ou non centrées, ou encore à un « cherry picking » des sources ; dans certains cas, cette utilisation des sources peut même donner lieu à une « synthèse inédite ».

Rappel : la pertinence des informations est à démontrer par des sources secondaires indépendantes et de qualité traitant le sujet.
Le Musée Municipal Josep Aragay a été fondé en 1974 et est situé  à Breda (Catalogne), dans l'ancienne église de Santa Maria, qui date du XIIe siècle. Consacré d'une façon monographique à l'artiste du mouvement du Noucentisme Josep Aragay (es) (Barcelone 1889 – Breda 1973), il abrite une importante collection de peintures, de céramiques, de dessins et d'eaux-fortes.

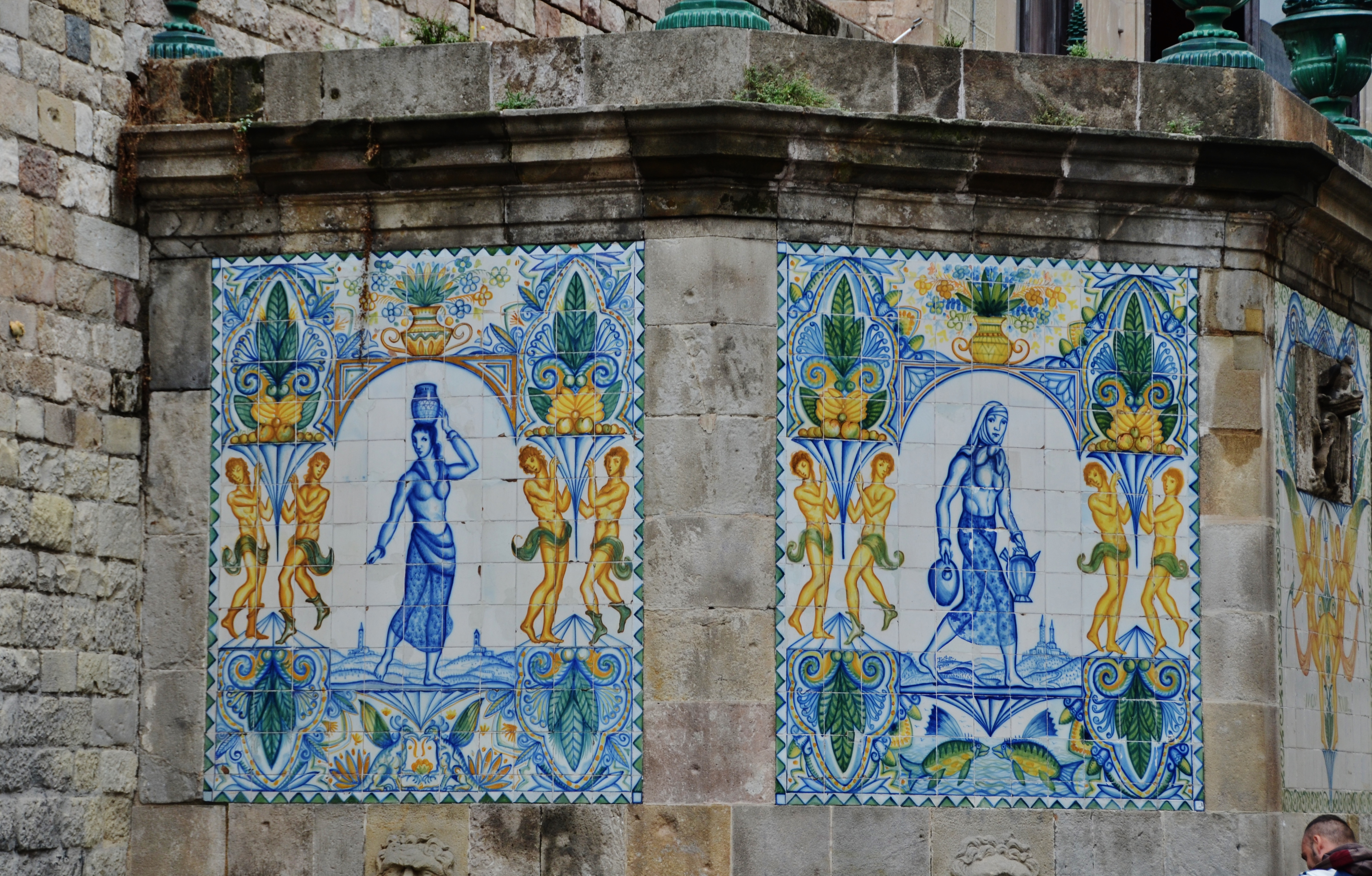
Détails de céramique polychrome à la fontaine de Sainte Anna de Barcelone

## Domaines du musée

### Céramique décorative
Josep Aragay était l'un des fondateurs de l'Association des Arts Appliqués en 1914, créé avec l'intention de récupérer les métiers traditionnels de l'art, notamment la céramique. Il a réalisé ses premières œuvres sous la direction de Francesc Quer. Les pièces décorées par Aragay ont été inspirées par la céramique traditionnelle catalane, avec une iconographie pleine de personnages mélancoliques et solitaires, qui apparaissaient dans des paysages idéalisés et pittoresques. En 1915, Aragay exposa aux Galeries Laietanes de Barcelone, une exposition qui a été très bien accueillie par le public et la critique, et qui le projeta comme l'un des meilleurs céramistes du pays. De retour d'un voyage en Italie d'environ un an (1916-1917), Aragay épura son style et opta pour quelques thèmes typiquement méditerranéens. Depuis, des personnages amicaux travaillant sous un ciel plein d'hirondelles, au milieu des vignes et des oliviers errent sur la céramique d'Aragay. En 1918, il a décoré les carreaux de la fontaine du Portal de l'Àngel à Barcelone, considéré comme l'un des joyaux de la céramique du Noucentisme. Cette même année, il est devenu professeur de céramique à l'École Supérieure des Beaux-Arts. En 1925, il a fondé un atelier de céramique à Breda, où il a résolu plusieurs problèmes techniques liés à l'argile, aux moules, aux vernis, à la cuisson des pièces et de l'application des couleurs au moyen d'émaux et d'engobes. La céramique de Breda a été exposée et commercialisée avec succès dans tout le pays jusqu'à l'arrêt de la production en raison de l'éclatement de la Guerre civile. Une sélection des meilleures pièces d'Aragay est présentée dans les vitrines du musée.

### Peinture
Josep Aragay a été formé à l'Académie d'Art de Francesc d'Assís Galí (1907-1911), où il a été considéré comme un élève à l'avenir le plus prometteur par son professeur. Sa peinture était remplie de bateaux à voiles gonflées et de quelques chevaux et cavaliers qui semblaient tout droit sortis d'anciennes histoires de troubadours. Il était l'artiste des paysages gris, saturés par les ombres de charbon de bois ; il était l'auteur de portraits troublants, avec des personnages emplis de mystère qui nous regardent de coin avec une affectation calculée. Membre du groupe Les Arts et les Artistes, il a commencé à exposer dans les principales salles et galeries d'art de Barcelone. Depuis,, son nom a commencé à résonner avec de plus en plus de force et sa peinture, de caractère énergique et caractériel, a été controversée dans les principaux journaux et magazines de l'époque. De retour d'un voyage en Italie en 1917, Josep Aragay a renoncé radicalement aux baroquismes de l'étape précédente et son style est devenu plus raffiné, plus concis, plus classique. Vacances, de 1923, est l'œuvre qui résume le mieux ce style de matrice classique et méditerranéenne qui ne l'abandonnera jamais et qui sera le motif de controverse d'une partie importante de la critique. Au Musée de Breda vous pouvez voir l'évolution artistique de ce peintre, qui s'est manifesté de façon belligérante avec les mouvements avant-gardistes et est resté fidèle aux principes du Nouvocentisme jusqu'à la fin de sa vie.

### Les eaux-fortes
Entre 1936 et 1939, Josep Aragay s'est essentiellement consacré à la pratique de l'eau-forte, avec l'achèvement de plus de trente plaques. Les gravures avaient pour thème les coutumes et usages sociaux comme Joueurs de cartes (1936), Le Festival (1937), L'enfant et le chien (1937) et l'Obsession quadriculaire (1937). Il a également fait des gravures de thèmes moralistes comme Semaine Sainte ? (1937) et Luxure (1937). D'autres gravures de cette étape sont Autoportrait (1937), Sérénade crépusculaire (1937), Paysans et soldats (1937), Agriculteur (1938) Baigneuse (1938) ou Amazones (1938). Aragay exposa certaines de ces œuvres et l'Exposition du Dessin et de la Gravure de 1938, aux côtés des gravures de Xavier Nogués, des dessins du sculpteur Josep Clarà ou de ceux de Josep Granyer et Josep Obiols, parmi tant d'autres. À la suite de cette exposition, la critique a été unanime : tous ont considéré Xavier Nogués et Josep Aragay comme de « grands eaufortistes ». Dans les peintures romanes conservées dans l'ancienne église de Santa Maria, les eaux-fortes d'Aragay sont exposées dans le lieu le plus emblématique du musée.

### Dessins
En mai 1906, le jeune Aragay signait sa première blague dans l'hebdomadaire pour enfants  En Patufet. La même année, Eugeni d'Ors commence à publier le Glossaire dans la Voix de Catalogne, où se frappera pour première fois le mot “noucentisme”. Par conséquent, Aragay apparaît dans la scène artistique du pays au moment où la Catalogne entame cette période de renouveau culturel et politique, un des plus importants de l'histoire catalane. Répiuté comme dessinateur en 1908, dans l'hebdomadaire satirique Papitu, Josep Aragay figure, dès le départ, parmi les promoteurs de nombreuses initiatives et entreprises culturelles liées au projet du Noucentisme. Ainsi, en 1911, d'Ors lui confie la direction artistique de l'Almanach des noucentistes, et en 1912 il fonde la revue  Picarol au côté de Xavier Nogués et Manuel Humbert. Dans le monde de la presse graphique, il développe encore d'autres hebdomadaires satiriques comme Cuca-Fauve (1917) ou Borinot (1923).  Il avait également réalisé quelques collaborations sporadiques avec  Cu-cut! (1906), La Mainada (1933) et Jordi (1928). Aragay a utilisé divers pseudonymes : Jacob, Jacob de Martell, Cop de Martell et Últim cop de Martell. Il avait également pour habitude de signer avec le nom ou l'initiale "A".
Les dessins au fusain qu'Aragay a réalisés sont également très appréciés, surtout ceux réalisés au cours de la formation à l'École d'art Francesc Galí, qui sont un témoignage clair de l'étape la plus baroque. Une exposition de ces dessins est visible au musée de Breda.

## Œuvres remarquables
- Le Blé: Une des pièces en céramique polychrome les plus représentatives du musée est Le blé (ou Le pain), une céramique originale de 73 cm x 28 cm en 1928. Une composition figurative dominée par des tons ocres et disposés en registres horizontaux représente, par exemple, des bœufs de labour de la terre, une journée de récolte ou différents moments du processus de fabrication du pain. L'article comprend également de nombreux éléments ornementaux qui se réfèrent au blé. Cette pièce emblématique est conçue avec tout l'esprit créatif du Noucentisme[6].
- Vase en céramique: Une des œuvres les plus connues de Josep Aragay est l'ensemble des carreaux qui ornent la fontaine de Santa Ana, Avenue du Portal de l'Angel de Barcelone (1918). Il s'agit de l'une des céramiques les plus prisées de la céramique noucentiste. Le Musée de Breda conserve un des pots d'origine qu'Aragay a conçus pour couronner la fontaine. Cette pièce, inspirée d'une ancienne collection gréco-romaine, est émaillée de vert et de manganèse, décorée avec des fruits et le soulagement d'un chevalier à l'avant[7].
- Fenêtre ouverte: Avec Fenêtre ouverte (1922), Aragay représente la chambre qu'il avait dans sa maison à Breda. La chambre est peinte avec tous les détails. Il y a le lit défait, le matelas typique à rayures rouges et blanches qui s’aère, une chaise en vogue et une petite étagère. Il y a également quelques petites tables avec toutes sortes d'objets et un petit vase avec des fleurs colorées qui reçoit la lumière d'une fenêtre grande ouverte, à travers laquelle nous voyons les arbres et les maisons des voisins avec des toits rouges qui sont découpés dans le ciel bleu. Le détail de la fenêtre, élément clé de la composition, est un merveilleux exercice de perspective, qui donne de la profondeur à la peinture et un bain de lumière et de couleurs aux objets de la chambre[8].
- Vacances: Conçue comme un véritable manifeste, Vacances (1923) réunit tous les ingrédients et toute l'iconographie du Noucentisme. Vous pouvez voir : un temple classique, des chevaux et des cavaliers qui semblent tirés des reliefs du Parthénon d'Athènes, et un paysage typiquement méditerranéen avec des pins, la mer, un bateau à voile latine et un petit village idyllique sur la côte. Une mobylette statique, mais avec les roues qui tournent à grande vitesse, représentent une condamnation de la peinture avant-gardiste et, en particulier, les principes du mouvement futuriste. Exposée aux Galeries Laietanes en 1924, Vacances a reçu une critique dévastatrice[9].
- Semaine Sainte?, 1937, 1937, est une eau-forte de thème moraliste, car elle contient également un élément fort de la critique sociale. Dans un contexte marqué par la Guerre civile, Aragay souligne les différences entre les classes sociales, représentant un couple riche à côté d'une mère avec son enfant qui mendient à la porte de l'église. Aragay, qui était conseiller de la ville de Breda, avait soutenu les réformes des lois promues par le gouvernement de la République. Après la guerre, il a été arrêté et emprisonné[10].
- Festival, de 1937, est une gravure de thématique costumista. Aragay y représente une danse de sardane sur la place de la ville de Breda. Les musiciens de la cabla, les danseurs et les personnages qui peuplent la place, nous rappellent les poupées qu'Aragay dessinait dans les revues satiriques pour lesquels il a travaillé. La scène reproduit fidèlement la façade de l'hôtel de ville et l'abside gothique de l'église. Les paysages de Breda sont un thème récurrent de l'artiste[11].
- L'explorateur: L'un des thèmes préférés d'Aragay était les chevaux et les cavaliers. Ce dessin au fusain, de 1912, date de la période baroque de l'artiste. Un cavalier d'air aristocratique vêtu d'une cape et d'un chapeau, prétentieux et égoïste monté sur un cheval qui possède toutes sortes d'ornements[12].
- Dessins pour le magazine Borinot: La collection du musée Josep Aragay conserve quelques-uns des dessins que l'artiste a publié dans plusieurs hebdomadaires satiriques de l'époque, tels que Papitu, Picarol, Cuca-Fauve et Borinot[13].